# 名護岳
名護岳（なごだけ）は、沖縄本島北部に位置する、標高345.2メートルの山。
沖縄県名護市にあり、市街地の背後にそびえる。一帯は沖縄海岸国定公園や鳥獣保護区に指定されている。中腹の名護城にカンヒザクラが植えられ、毎年1月下旬ごろに桜祭りが開催されている。

## 地理
標高は345.2メートル、沖縄本島北部の国頭山地に属する。沖縄県名護市の中央部に位置し、同市市街地の東約3キロメートルにそびえる。本部半島の嘉津宇岳と共に、名護市のシンボルとされる山である。
全体的に名護岳の東側は西側よりも傾斜が大きく、小規模な谷が見受けられる。名護岳周辺は、標高200メートル以上の山地と、それ以下では起伏の小さい丘陵地帯からなり、北東から南西方向に走る断層により分断されている。地質は、主に千枚岩や粘板岩で構成される古第三紀の名護層であるが、山頂東部に南北へ延びる斑岩類の岩脈が存在し、この一帯ではやや急な斜面を形成している。山頂に緑色岩がみられるが、風化が進行し、茶褐色に変色している。
本山を源流とする水系に、山頂を境にして東に羽地大川、北に我部祖河川、南西部に幸地川が流れる。南東麓から発し、羽地内海へ注ぐ羽地大川下流域の沖積地は、「羽地ターブックヮ」と呼ばれ、水田が広がっていた。

## 自然
一帯は沖縄海岸国定公園に指定されている。また、沖縄県により面積371ヘクタールの鳥獣保護区が設定されている。名護市は、名護岳周辺における自然環境の保全を施策の一つに掲げている。
植生はイタジイが主で、イジュやリュウキュウマツの群落のほか、低地にはホルトノキ、ヤブニッケイなどが、また北麓にはシマタゴ、ノシランがみられる。ラン科のナゴランは、名護岳で発見されたことから名付けられたが、本州南部、四国、九州、伊豆諸島にも自生している。
名護岳に鳥類・爬虫類・両生類・昆虫類を合わせて108科199属227種の動物が確認されている。コノハチョウ、イボイモリ、クロイワトカゲモドキ、リュウキュウイノシシを観察できる。2013年（平成25年）9月、ノグチゲラが名護岳で4年ぶりに発見された。ヤンバルクイナは、かつて当地でも生息していたと思われる。

## 歴史
方言で「ナグダキ」といい、『中山伝信録』に「名護嶽」とある。
西麓にある名護城（なごグスク）は、標高約100メートルの台地上に築かれている。14世紀、今帰仁城主の弟が名護按司として築城したと伝えられ、後に怕尼芝に滅ぼされたといわれる。『球陽』（尚思紹王11年条）によれば、1416年（永楽14年）に今帰仁城攻略の際、名護按司は中山側の軍に加勢したとある。明治20年代に城内で人骨と4つの鏡が、また名護市教育委員会による発掘調査では、土器やカムィヤキ、中国製の陶磁器が出土した。
1918年（大正7年）、沖縄師範学校の教諭であった稲垣国三郎は、中腹の名護城で煙を焚く老夫婦を見かけた。大阪へ出稼ぎに行く娘が乗っている船が黒煙を吹き、白い煙を上げて見送る両親を見た稲垣は、この出来事を自書の『沖縄小話』に記した。その後、早稲田大学の五十嵐力の目に留まり、中等学校の教科書に採用された。1959年（昭和34年）、名護城に「白い煙と黒い煙」の石碑が建立された。
沖縄戦では宇土武彦大佐が率いる独立混成第44旅団第2歩兵隊（略称・球7071）の約3000人が戦死し、名護岳には部隊生存者によって1965年（昭和40年）6月に慰霊碑の「和球の碑」が建立されている。
中腹に「沖縄県立名護青少年の家」がある。アメリカ軍統治下の1965年（昭和40年）、日本政府の援助により、琉球政府は少年教育施設の建設を決定、沖縄初の青少年の家として、翌年12月に開所式が行われた。1977年（昭和52年）、名護岳の登山道調査が行われ、1987年（昭和62年）に登山道やハイキングコースの標識が設置された。2014年（平成26年）、名護岳の「動植物観察ガイド」を作成した。
名護岳の南方に、沖縄県道18号線が開通している。

## 観光

### 登山
登山初心者に適した山で、頂上からは名護市街地のほかに、国頭山地や本部半島の連山、羽地内海、太平洋などを望むことができる。中腹の「沖縄県立名護青少年の家」には、自然観察を行える遊歩道が設けられている。

### 名護城公園
名護岳中腹の名護城を中心に整備された「名護城公園（名護中央公園・北緯26度35分21.3秒 東経127度59分39.4秒）」は、1963年（昭和38年）に広域公園として計画決定され、1990年（平成2年）に供用が開始された。1928年（昭和3年）に地元の城（ぐすく）青年団が50本の桜を植えたのが始まりで、1963年（昭和38年）から毎年1月下旬に「名護さくら祭り」として開催される。公園全体に約4,800本のカンヒザクラが植えられ、名護城へ通じる階段の両側には約200本が植樹されている。沖縄県内外から花見客が押しかけ、約30万人が訪れる。